# Jombang (stad)
Jombang (oude spelling Djombang) is een onderdistrict en stad gelegen in de provincie Oost-Java ongeveer zestig kilometer ten zuidwesten van Surabaya op het eiland Java, Indonesië. Het is tevens de hoofdplaats van het gelijknamige regentschap.

## Geboren in Jombang
- Martin Rutten (1910-1970), Nederlands geoloog
- Nurcholis Madjid (1939-2005), schrijver en moslimtheoloog
- Abdurrahman Wahid (1940-2009), president van Indonesië (1999-2001)